# Andoni Iraola
Andoni Iraola Sagarna (Usurbil, 22. lipnja 1981.), je bivši španjolski nogometaš. Većinom je igrao na poziciji desnog bočnog iako je nekad znao i zaigrati na poziciji desnog krilnog igrača. Za španjolsku reprezentaciju je zabilježio sedam nastupa. Trenutno je trener engleskog Bournemoutha.
Ime je stvorio u Athletic Bilbau za koji je nastupio u 510 službenih utakmica u 12 sezona.

## Vanjske poveznice
- Profil na Transfermarktu
- Profil na Soccerwayu